# Spillingsån
Spillingsån is een van de (relatief) kleine rivieren die het Zweedse eiland Gotland rijk is. Het riviertje dat noord-zuid stroomt in de nabijheid van Slite behoort noch tot het stroomgebied van de Gothemsån, noch tot dat van Snoderån. Het riviertje is in de loop der eeuwen gekanaliseerd. Het dankt zijn naam aan het gehucht / de boerderij Spillings, alwaar in 1999 de Spillingsschat werd gevonden. Het mondt uit in de Bogenvik, een baai van de Oostzee aan de oostkant van Gotland en was in vroegere tijden uitvalsbasis van de Vikingen.